# 1368 Numidia
1368 Numidia este un asteroid din centura principală, descoperit pe 30 aprilie 1935, de Cyril Jackson.